# شیزو کاناکوری
شیزو کاناکوری (انگلیسی: Shizo Kanakuri; ۲۰ اوت ۱۸۹۱ – ۱۳ نوامبر ۱۹۸۳) دونده دو ماراتن اهل ژاپن بود.
وی در بازی‌های المپیک تابستانی ۱۹۱۲، ۱۹۲۰ و ۱۹۲۴ شرکت کرده است.